# إدي يانكوفسكي
إدي يانكوفسكي (بالإنجليزية: Eddie Jankowski)‏ هو لاعب كرة قدم أمريكية أمريكي، ولد في 23 يونيو 1913 في ميلواكي في الولايات المتحدة، وتوفي في 20 يوليو 1996.

## وصلات خارجية
- إدي يانكوفسكي على موقع مرجع كرة القدم المحترفة.كوم (الإنجليزية)